# Sympycnus ciliatus
Sympycnus ciliatus är en tvåvingeart som beskrevs av Becker 1922. Sympycnus ciliatus ingår i släktet Sympycnus och familjen styltflugor. Inga underarter finns listade i Catalogue of Life.